# ويل سايمور مونرو
ويل سايمور مونرو (بالإنجليزية: Will Seymour Monroe)‏ هو مربي وكاتب أمريكي، ولد في 1863، وتوفي في 1939.